# Orgelbau Friedrich Weigle
Orgelbau Friedrich Weigle war ein Orgelbau-Unternehmen im Raum Stuttgart.

## Firmengeschichte
Die erste Werkstatt wurde von Carl Gottlieb Weigle 1845 gegründet.

### Carl Gottlieb Weigle
Carl Gottlieb Weigle, geboren am 19. November 1810 in Ludwigsburg, begann 1826 eine Lehre bei seinem Schwager Eberhard Friedrich Walcker. Später wurde er der erste Gehilfe bei fast allen großen Orgelbauten dieses Meisters, insbesondere dem Umbau der Stuttgarter Stiftskirchenorgel von 1837 bis 1845. Im Jahr 1845 machte er sich in Stuttgart selbstständig.
Bis 1879 hat er an die 100 Orgeln gebaut. Dazu kommen noch Umbau- und Reparaturarbeiten an verschiedenen Orgeln, wie z. B. 1862 an der Gabler-Orgel der Klosterkirche in Weingarten. Seine Orgeln gingen auch nach Übersee.
Er starb am 16. November 1882 in Stuttgart.

### Friedrich Weigle

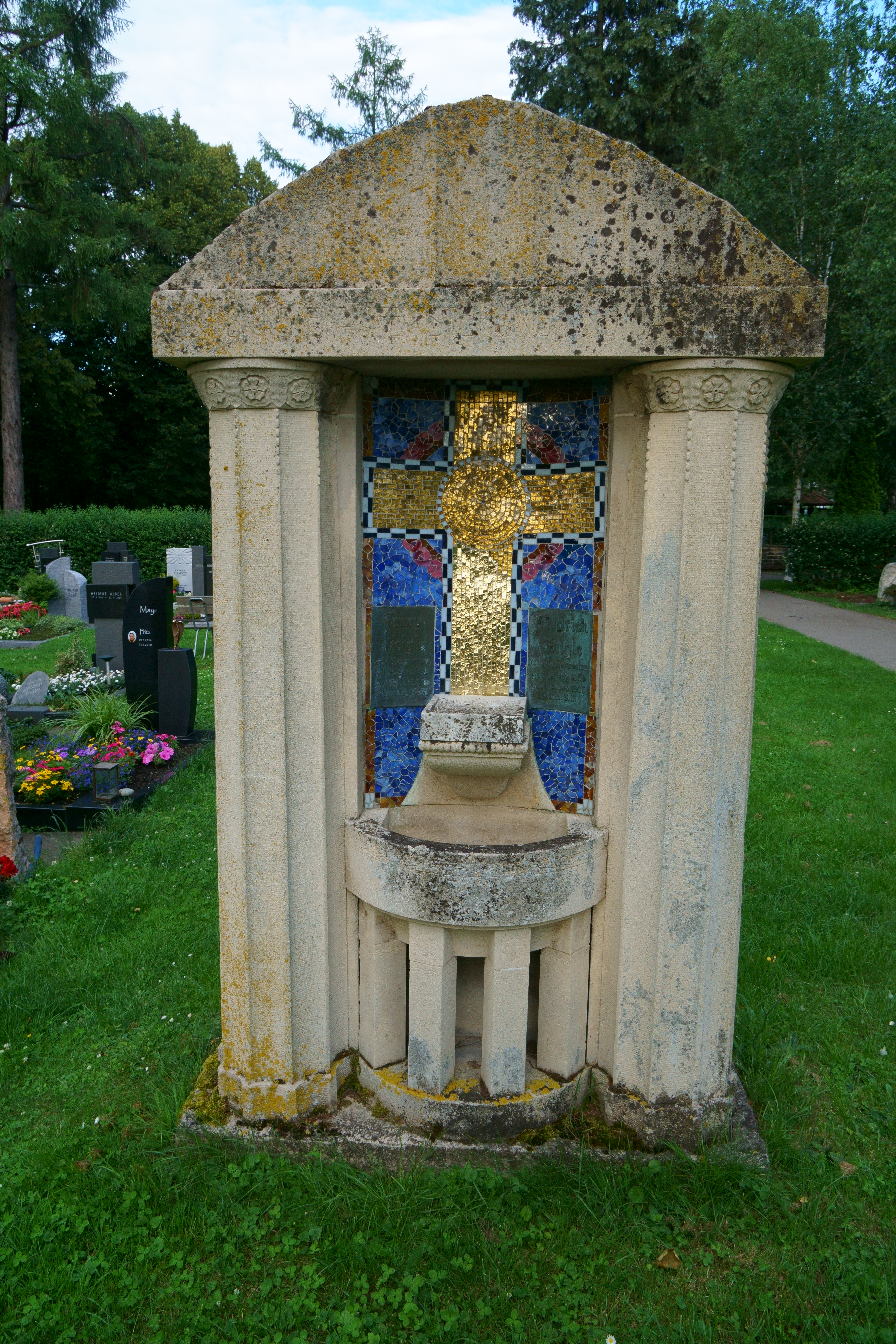
Grabmal für Friedrich Weigle und seine Frau Fanny

Friedrich Weigle wurde am 17. November 1850 in Stuttgart geboren. Er übernahm am 1. Januar 1880 die Werkstatt seines Vaters Carl Gottlieb Weigle, die er 1888 von Stuttgart nach Echterdingen verlegte. Vor der Jahrhundertwende wurden bereits Orgeln nach Amerika, Afrika und Asien geliefert. Um 1902 lief ein Konkursverfahren gegen das Unternehmen, sodass die große Orgel für die Gedächtniskirche in Speyer (65 Register) nicht von Weigle, sondern von Steinmeyer fertiggestellt werden musste. Er verstarb am 6. Januar 1906 in Stuttgart und wurde auf dem Friedhof in Echterdingen beigesetzt.

### Friedrich Weigle (Sohn)
Friedrich Weigle wurde am 9. September 1882 geboren. Er übernahm mit seinen Brüdern Karl, Julius und Gotthold 1906 das Unternehmen. Ab 1937 war er alleiniger Inhaber, da seine Brüder alle verstorben waren. In Zusammenarbeit mit der Harmoniumbaufirma J. & P. Schiedmayer entwickelte Weigle 1908 die sogenannte Parabrahm-Orgel, die in Ergänzung zu einer üblichen Pfeifenorgel über ein integriertes Harmonium verfügt. Das einzige heute erhaltene Instrument dieser Art befindet sich in Eichwalde bei Berlin, nachdem bei der großen (zweiten) Parabrahm-Orgel in Liegnitz bei einem barockisierenden Umbau sowohl die Harmoniumstimmen als auch die Hochdruckregister entfernt wurden.
Er starb am 25. September 1958.

### Fritz Weigle
Fritz Friedrich Julius Gotthold Weigle wurde 1925 geboren und übernahm 1958 das Unternehmen. 1985 löste er das Unternehmen auf.

### Joachim F. Weigle
Joachim F. Weigle wurde 1960 geboren. Er lernte ab 1977 bis zur Gesellenprüfung 1981 bei der Orgelbaufirma Gerhard Schmid in Kaufbeuren. 1986 gründete er seine eigene Werkstätte für Orgelbau Joachim F. Weigle in St. Johann-Upfingen bei Reutlingen und legte 1988 seine Meisterprüfung ab.
Ende 2019 wurde die Geschäftstätigkeit eingestellt.

## Schüler der Firma Weigle (Auswahl)
- Johann Nepomuk Kuhn (1827–1888): Er erhielt sein Zeugnis 1864 und gründete im selben Jahr die Firma Orgelbau Kuhn in Männedorf, Schweiz.[7]
- Josef Behmann (1880–1932)
- Ernest Mühleisen (1897–1981): Er gründete 1941 in Straßburg die Manufacture d’Orgues Muhleisen.[8]
- Bertfried Scharfe (* 1943): Nach der Ausbildung bei Weigle von 1961 bis 1964 gründete er 1976 die Firma Orgelbau Scharfe in Ebersbach an der Fils.

## Werkliste (Auswahl)

### 1845–1880 Carl Gottlieb Weigle
| Jahr | Opus | Ort                                 | Gebäude                                                     | Bild | Manuale | Register | Bemerkungen |
| ---- | ---- | ----------------------------------- | ----------------------------------------------------------- | ---- | ------- | -------- | --- |
| 1846 | 1    | Stuttgart                           | Salonorgel Jaus                                             |      | I       | 4        | |
| 1846 | 2    | Stuttgart                           | Evang.-Reformierte Gemeinde                                 |      | I       | 6        | |
| 1846 | 3    | Schorndorf-Weiler                   | Heilig-Kreuz-Kirche                                         |      | I       | 8        | |
| 1846 | 4    | Stuttgart-Hohenheim                 | evang. Betsaal                                              |      | I       | 3        | |
| 1847 | 5    | Untergruppenbach                    | Johanneskirche                                              |      | I/P     | 10       | |
| 1848 | 6    | Stuttgart-Berg Owen                 | Berger Kirche Marienkirche                                  |      | II/P    | 10       | 1855 verkauft; 1913 und 1928 erweitert; 1945 zerstört                                                                 |
| 1848 | 7    | Echterdingen                        | Stephanuskirche                                             |      | II/P    | 27       | [ 11 ] |
| 1849 | 8    | Freudenstadt                        | evang. Stadtkirche Freudenstadt                             |      | II/P    | 20       | 1945 zerstört |
| 1849 | 9    | Wiesensteig                         | Stiftskirche St. Cyriakus                                   |      | II/P    | 22       | umgebaut und erweitert durch Weigle 1935 (II/27), op. 732                                                             |
| 1850 | 10   | Stuttgart-Gablenberg                | Petruskirche                                                |      | I/P     | 9        | |
| 1850 | 11   | Crailsheim                          | Anstalt                                                     |      | I       | 3        | |
| 1850 | 12   | Hößlinswart                         | evang. Kirche                                               |      | I       | 6        | |
| 1850 | 13   | Stuttgart                           | Königliches Hoftheater Stuttgart                            |      | I       | 6        | |
| 1851 | 14   | Stuttgart                           | Betsaal Römischen Kaiser                                    |      | I       | 3        | |
| 1851 | 15   | Comburg                             | Stiftskirche St. Nikolaus                                   |      | II/P    | 22       | → Orgel |
| 1851 | 16   | Heimerdingen                        | Peter-und-Paul-Kirche                                       |      | II/P    | 14       | [ 14 ] |
| 1851 | 17   | Ohmden                              | Pfarrkirche St. Cosmas und Damian                           |      | I       | 8        | |
| 1852 | 18   | Hirschau (Tübingen)                 | St. Ägidius                                                 |      | I/P     | 10       | |
| 1853 | 19   | Ehingen (Donau)                     | Konviktskirche                                              |      | II/P    | 17       | |
| 1853 | 20   | Scharnhausen                        | evang. Kirche                                               |      | I/P     | 11       | |
| 1853 | 21   | Stuttgart                           | Pönitentionshaus-Saal                                       |      | I       | 2        | |
| 1853 | 22   | Bad Waldsee                         | Stiftskirche St. Peter                                      |      | II/P    | 20       | [ 11 ] |
| 1854 | 23   | Crailshaim-Goldbach                 | evang. Kirche                                               |      | I       | 6        | |
| 1854 | 24   | Kirchheim u. Teck-Ötlingen          | Johanneskirche                                              |      | I       | 8        | |
| 1854 | 25   | Bad Saulgau                         | Stadtkirche St. Johannes Baptist                            |      | II/P    | 27       | [ 11 ] |
| 1855 | 26   | New York City                       | lutherische Kirche                                          |      | I/P     | 12       | |
| 1855 | 27   | Saint Croix (Karibik)               | Brüdergemeinde                                              |      | I       | 10       | |
| 1855 | 28   | Schafhausen                         | Cyriakuskirche                                              |      | I       | 10       | |
| 1855 | 29   | Stuttgart-Berg                      | neue Berger Kirche                                          |      | II/P    | 16       | |
| 1856 | 30   | Gernsbach                           | evang. Stadtkirche                                          |      | II/P    | 23       | neogotisch, 1938 und 1955 von Weigle umgebaut und erweitert, danach 3 Manuale und 42 Stimmen. Im Jahr 2000 ersetzt.   |
| 1856 | 31   | Altheim bei Riedlingen              | St. Martin                                                  |      | II/P    | 14       | Restaurierung 1995 |
| 1856 | 32   | Ochsenhausen-Mittelbuch             | kath. Kirche                                                |      | I       | 8        | |
| 1856 | 33   | Rottenburg am Neckar                | evang. Stadtkirche                                          |      | I       | 8        | |
| 1857 | 34   | Ulm                                 | Dreifaltigkeitskirche                                       |      | II/P    | 24       | [ 11 ] |
| 1857 | 35   | Schlier bei Ravensburg              | St. Martin                                                  |      | I       | 12       | |
| 1858 | 36   | Dagersheim                          | Agathenkirche                                               |      | II      | 15       | erhalten |
| 1858 | 37   | Biberach a. d. Riß                  | St. Martin                                                  |      | II/P    | 14       | |
| 1858 | 38   | Stuttgart-Rotenberg                 | Dorfkirche                                                  |      | I       | 6        | |
| 1859 | 39   | Bad Wildbad-Calmbach im Schwarzwald | evang. Kirche                                               |      | I/P     | 12       | |
| 1859 | 40   | Elim, Südafrika                     |                                                             |      | I       | 7        | |
| 1859 | 41   | Schwäbisch Gmünd-Kloster Gotteszell | (heute JVA-Kirche Mariä Verkündigung)                       |      | I/P     | 10       | „halbe Orgel neu“; erhalten                                                                                           |
| 1859 | 42   | Altensteigdorf                      | Remigiuskirche                                              |      | I       | 8        | |
| 1859 | 43   | Schwäbisch Gmünd                    | kath. Lehrerseminar                                         |      | II/P    | 14       | |
| 1861 | 44   | Stuttgart                           | Synagoge                                                    |      | II/P    | 22       | [ 11 ] |
| 1861 | 45   | Hessigheim                          | evang. Kirche                                               |      | I/P     | 12       | |
| 1861 | 46   | Korntal                             | evang. Brüdergemeinde                                       |      | II/P    | 16       | |
| 1861 | 47   | Tübingen                            | Speisesaal im Stift Tübingen                                |      | I       | 4        | |
| 1861 | 48   | Walddorf                            | Evang. Pfarrkirche                                          |      | II/P    | 14       | |
| 1861 | 49   | Basel                               | Missionshaus Basel                                          |      | I       | 5        | |
| 1862 | 50   | Bergatreute                         | Kath. Pfarr- und Wallfahrtskirche St. Philippus und Jakobus |      | I/P     | 12       | 1910 von Weigle erweitert (II/P 16) op. 422; 1978 ersetzt durch Neubau von Reiser                                     |
| 1862 | 51   | Neuweiler-Zwerenberg                | Stephanuskirche                                             |      | II/P    | 15       | |
| 1863 | 52   | Esslingen-Zwerenberg                | Frauenkirche                                                |      | II/P    | 24       | [ 18 ] |
| 1863 | 53   | Lonsee                              | Marienkirche                                                |      | I/P     | 13       | erhalten → Orgel |
| 1863 | 54   | Ringingen bei Blaubeuren            | evang. Kirche                                               |      | I/P     | 12       | |
| 1864 | 55   | Esslingen am Neckar                 | St. Paul                                                    |      | II/P    | 20       | |
| 1864 | 56   | St. Thomas, Karibik                 | Brüdergemeinde                                              |      | I       | 6        | |
| 1865 | 57   | Mietingen-Baltringen                | St. Nikolaus                                                |      | I/P     | 10       | |
| 1865 | 58   | Ellwangen                           | kath. Kirche                                                |      | I/P     | 10       | |
| 1865 | 59   | Stuttgart                           | Englische Kirche                                            |      | II/P    | 12       | |
| 1866 | 60   | Hailfingen                          | St. Laurentius                                              |      | II/P    | 15       | |
| 1866 | 61   | Basel, Schweiz                      | Peterskirche                                                |      | II/P    | 24       | [ 11 ] |
| 1867 | 62   | Friedrichshafen                     | Schlosskirche                                               |      | II/P    | 25       | |
| 1867 | 63   | Spraitbach                          | evang. Kirche                                               |      | I/P     | 10       | |
| 1868 | 64   | Ehingen                             | St. Blasius                                                 |      | II/P    | 33       | |
| 1868 | 65   | Ravensburg                          | Liebfrauenkirche                                            |      | II/P    | 34       | 1892 wg. einer Kirchenrenovierung abgetragen und durch Weigle leicht verändert wieder aufgebaut; 1911 ersetzt → Orgel |
| 1868 | 66   | Dornstetten                         | evang. Stadtkirche                                          |      | II/P    | 16       | |
| 1869 | 67   | Stuttgart-Birkach                   | Franziska-Kirche                                            |      | I/P     | 11       | |
| 1869 | 68   | Bad Schussenried                    | St. Magnus                                                  |      | II/P    | 20       | |
| 1869 | 69   | Kaisersbach                         | Evangelische Kirche                                         |      | I/P     | 12       | |
| 1870 | 70   | Paramaribo, Suriname                |                                                             |      | II/P    | 14       | |
| 1870 | 71   | Laupheim                            | St. Peter und Paul                                          |      | II/P    | 16       | |
| 1871 | 72   | Ochsenhausen                        | Staatswaisenhaus                                            |      | I       | 7        | Pedal? |
| 1871 | 73   | Leliendaal, Suriname                |                                                             |      | I       | 5        | |
| 1872 | 74   | Bernstadt                           | St.-Lambertus-Kirche                                        |      | II/P    | 19       | |
| 1872 | 75   | Unterweissach im Tal                | St.-Agatha-Kirche                                           |      | II/P    | 16       | |
| 1873 | 76   | Wien, Österreich                    | Weltausstellung                                             |      | II/P    | 17       | „Elektromagnetische Orgel“                                                                                            |
| 1873 | 77   | Künzelsau                           | Musiksaal im Lehrerseminar                                  |      | II/P    | 10       | |
| 1873 | 78   | Clevia, Suriname                    |                                                             |      | I       | 4        | |
| 1874 | 79   | Heiligkreuztal bei Riedlingen       | kath. Kirche                                                |      | II/P    | 18       | |
| 1874 | 80   | Stuttgart                           | Diakonissenanstalt                                          |      | I       | 8        | |
| 1874 | 81   | Nagold im Schwarzwald               | Stadtkirche                                                 |      | II/P    | 38       | |
| 1876 | 82   | Stuttgart-West                      | evang. Johanneskirche                                       |      | III/P   | 48       | mechanische Kegellade; umgebaut erhalten → op. 863                                                                    |
| 1876 | 83   | Bad Boll                            | Pfarrer Blumhardt                                           |      | I       | 7        | |
| 1877 | 84   | Egelfingen                          | kath. Kirche                                                |      | I       | 8        | |
| 1877 | 85   | Ottenhausen                         | evang. Kirche                                               |      | I/P     | 12       | |
| 1878 | 86   | Horgenzell-Kappel                   | Kath. Pfarrkirche St. Gallus                                |      | I/P     | 8        | 1952 von Reiser umgebaut und erweitert (heute II/P 12)                                                                |
| 1878 | 87   | Aichelberg                          | evang. Kirche                                               |      | I/P     | 8        | |
| 1878 | 88   | Schwäbisch Gmünd                    | kath. Münster                                               |      | II/P    | 30       | 1983 durch eine Orgel der Orgelmanufaktur Klais ersetzt.                                                              |
| 1879 | 89   | Napiersdorf, Südafrika              |                                                             |      | I       | 9        | |
| 1879 | 90   | Stuttgart                           | neue evang. Garnisonskirche                                 |      | II/P    | 30       | |
| 1879 | 91   | Ehingen                             | evang. Stadtkirche                                          |      | II/P    | 10       | |
| 1879 | 92   | Riedlingen                          | evang. Stadtkirche                                          |      | I       | 5        | |
| 1880 | 93   | Schwäbisch Gmünd                    | kath. Johanniskirche                                        |      | II/P    | 12       | seit 1880 weitgehend unverändert belassen, 2009–2012 durch Orgelmanufaktur Klais umfangreich saniert                  |

### 1881–1906 Friedrich Weigle
| Jahr | Opus | Ort                            | Gebäude                                   | Bild | Manuale | Register | Bemerkungen |
| ---- | ---- | ------------------------------ | ----------------------------------------- | ---- | ------- | -------- | --- |
| 1881 | 94   | Nagold                         | Festsaal im Lehrerseminar                 |      | II/P    | 10       | |
| 1881 | 95   | Biberach an der Riß            | Simultankirche St. Martin, Hauptorgel     |      | III/P   | 40       | 1966 abgerissen; Prospekt zersägt und z.T. als Ofenholz verfeuert. ersetzt durch Neubau von Albert Reiser |
| 1881 | 96   | Filderstadt-Bernhausen         | Jakobuskirche                             |      | II/P    | 13       | |
| 1881 | 97   | Stuttgart-Heslach              | evang. Matthäuskirche                     |      | II/P    |          | Umsetzung der Walcker-Orgel aus der ev. Garnisonskirche und Erweiterung; 1945 zerstört |
| 1882 | 98   | Stuttgart                      | Salonorgel Georg Motz                     |      | II      | 6        | |
| 1882 | 99   | Darmsheim                      | evang. Kirche                             |      | II/P    | 11       | |
| 1882 | 100  | Ettenkirch bei Friedrichshafen | St. Petrus und Paulus                     |      | II/P    | 11       | |
| 1882 | 101  | Stuttgart                      | Hospitalkirche                            |      | II/P    | 36       | |
| 1882 | 102  | Ruit auf den Fildern           | evang. Kirche                             |      |         |          | Umbau |
| 1882 | 103  | Argenbühl-Eglofs               | Pfarrkirche St. Martin                    |      |         |          | Umbau |
| 1886 | 124  | St. Louis                      | Evang. Kirche                             |      | II/P    | 12       | restauriert 1945 von Schwenkedel, 1956 Ernst Muhleisen, 1978 Gurrier |
| 1887 | 131  | Kilchberg                      | Kirche St. Martin                         |      | II/P    | 12       | original erhalten → Orgel |
| 1887 |      | Weinsberg                      | Johanneskirche                            |      | II/P    | 23       | Erweiterung der Walcker-Orgel von 1823 |
| 1895 | 176  | Bondorf                        | Remigiuskirche                            |      | II/P    | 16       | 1967/68 überholt von F. Weigle |
| 1895 | 178  | Stuttgart                      | Liederhalle                               |      | IV/P    | 54       | mit patentierten Hochdruck-Registern. Fernwerk geplant, aber nicht gebaut. 1943 größtenteils zerstört → Orgel |
| 1896 | 187  | Stuttgart-Heslach              | evang. Matthäuskirche                     |      | II/P    | 27       | 1943 zerstört, Teile in opus 906 eingebaut |
| 1897 | 201  | Einsiedeln (Schweiz)           | Kloster, Stiftskirche Unserer Lieben Frau |      | III/P   | 51       | Umbau der bestehenden Orgelanlage und Erweiterung um ein Hochdruckwerk mit eigenem Spieltisch. 1932–34 ersetzt durch monumentale Orgelanlage von Albert Moser, die 1988/1994 durch einen Neubau von Mathis ersetzt wurde. → Orgel                                                     |
| 1898 | 218  | Schönborn                      | Evang. Kirche                             |      | I/P     | 10       | Erweiterungsbau; nicht erhalten |
| 1899 | 221  | Straßburg                      | St. Maurice                               |      | III/P   | 43       | erhalten; stillgelegt |
| 1899 | 224  | Gundelsheim                    | Kirchengemeinde Gundelsheim               |      | II/P    | 8        | 1899: 2 650 Mark; 2010 restauriert durch Mühleisen |
| 1900 | 237  | Bischwihr                      | Evang. Kirche                             |      | II/P    | 8        | [ 30 ] |
| 1900 | 235  | Colmar                         | St. Joseph                                |      | III/P   | 44       | 1960 neu aufgebaut von Schwenkedel |
| 1900 |      | Spaichingen                    | St. Peter und Paul                        |      | II/P    | 25       | 1915 umgebaut, 1957 von Späth ersetzt unter Verwendung von vorhandenen Pfeifen → Orgel |
| 1901 | 254  | Urach                          | Stiftskirche St. Amandus                  |      | III/P   | 42       | 1940 im Sinne der Orgelbewegung umgebaut und so erhalten → Orgel |
| 1901 | 258  | Reutlingen                     | Marienkirche                              |      | III/P   | 57       | Pneumatische Membranladen, mit Hochdruckregistern. neugotischer Prospekt von Heinrich Dolmetsch. 1944 im neobarocken Sinne umgebaut. Nach Heizungsschäden in den 1970er Jahren stillgelegt und schließlich abgebrochen; 1987 ersetzt durch Neubau von Rieger im alten Gehäuse → Orgel |
| 1902 |      | Stutensee-Staffort             | Evang. Kirche                             |      | II/P    | 17       | 1967 verändert und später stillgelegt, 2007 Spendenaufruf 2008 Auftrag zur Restaurierung an Lenter |
| 1902 | 271  | Speyer                         | Gedächtniskirche der Protestation         |      | IV/P    | 65       | 1900 begonnen, fertiggestellt durch Steinmeyer; nicht erhalten |
| 1901 | 272  | Trier                          | Dom St. Peter                             |      | III/P   | 55       | Haupt- und Hochdruckorgel, Fertigstellung 1908 durch Klais; 1969 ersetzt |
| 1904 | 265  | Wiesbaden-Igstadt              | Evangelische Kirche                       |      | II/P    | 13       | erhalten |
| 1905 | 269  | Ostdorf                        | Medarduskirche                            |      | II/P    | 16       | Prospekt von 1749; restauriert 1992 von Mühleisen |
| 1906 | 280  | Lauterbach                     | Stadtkirche                               |      | III/P   | 29       | Neubau hinter dem Prospekt von Philipp Ernst Wegmann (1768); 1952 durch Weigle umgebaut, 1973 durch Gebr. Hillebrand ersetzt |

### 1907–1958 Friedrich Weigle u. a.
| Jahr      | Opus | Ort                               | Gebäude                                                  | Bild                                  | Manuale | Register | Bemerkungen |
| --------- | ---- | --------------------------------- | -------------------------------------------------------- | ------------------------------------- | ------- | -------- | --- |
| 1907      | 281  | Simmozheim                        | Evang. Dreifaltigkeitskirche                             |                                       | II/P    | 14       | Pneumatische Traktur |
| 1907      | 286  | Leutkirch                         | Evang. Stadtkirche                                       |                                       | II/P    | 33       | mit Seraphonstimmen; später neobarock umgebaut; nicht erhalten |
| 1908      | 352  | Eichwalde                         | Dorfkirche Eichwalde                                     |                                       | II/P    | 15       | weltweit einzige erhaltene Parabrahm-Orgel; Originalzustand; restauriert durch Christian Scheffler → Orgel                                                                                |
| 1908      | 347  | Bad Soden-Neuenhain               | Evang. Kirche                                            |                                       | II/P    | 25       | erhalten; 2000 restauriert auf den Originalzustand → Orgel |
| 1909      | 371  | Langenhain (Taunus)               | Evangelische Kirche                                      |                                       | II/P    | 11       | 1977 außer Gebrauch genommen und in Verfall geraten, 2013 durch die Werkstatt Christian Scheffler, Sieversdorf (Jacobsdorf) (Siefersdorf) in Brandenburg in den Originalzustand versetzt. |
| 1909      | 400  | Seeshaupt                         | St. Michael-Kirche                                       | Weigle-Orgel, Seeshaupt               | II/P    | 28       | Originalzustand; 2009 restauriert von Münchener Orgelbau (J. Führer) → Orgel |
| 1910      | 421  | Trier                             | Liebfrauenkirche                                         |                                       | II/P    | 32       | 1944 zerstört |
| 1911      | 429  | Gotha                             | Arnoldischule                                            |                                       | II/P    | 16       | erhalten |
| 1912      | 450  | Alpirsbach                        | Klosterkirche                                            |                                       | III/P   | 42       | 1964 ersetzt → Orgel |
| 1912      | 451  | Conweiler                         | Evang. Martinskirche                                     |                                       | II/P    | 14       | erhalten; 2020 restauriert durch Orgelbau Lenter |
| 1912      | 452  | Kell am See                       | St. Bartholomäus-Kirche                                  |                                       | II/P    | 19       | erhalten → Orgel |
| 1913      | 462  | Obernheim-Kirchenarnbach          | St. Johannes der Täufer                                  |                                       | II/P    | 25       | pneumatische Traktur → Orgel |
| 1913      | 463  | Altenkessel                       | St. Johannes Baptista                                    |                                       | II/P    | 27       | 2006 restauriert und rekonstruiert auf den Originalzustand → Orgel |
| 1913      | 467  | Stuttgart-Gaisburg                | Gaisburger Kirche                                        |                                       | II/P    | 29       | mehrteilige Orgelanlage; umgebaut erhalten, Restaurierung in mehreren Abschnitten → Orgel                                                                                                 |
| 1913      | 466  | Trier                             | Konstantinbasilika                                       |                                       | III/P   | 48       | Umbau und Erweiterung eines Instruments der Gebrüder Ibach; mit Hochdruck-Registern; 1944 zerstört                                                                                        |
| 1914      | 487  | Liegnitz                          | Liebfrauenkirche (heute Kościół ewangelicki Marii Panny) |                                       | III/P   | 61       | 1928 neobarock umgebaut; teilweise erhalten → Orgel |
| 1917      | 497  | Bad Endbach-Bottenhorn            | Evang. Kirche                                            |                                       | II/P    | 14       | erhalten → Orgel |
| 1922      | 532  | Löwenstein                        | Stadtkirche                                              |                                       | II/P    | 14       | 1945 zerstört ; 1959 Neubau → op. 1035 |
| 1923      | 558  | Neuerburg                         | Kath. Pfarrkirche St. Nikolaus                           |                                       | II/P    | 22       | 1981 ersetzt → op. 1346 |
| 1924      |      | Saarbrücken                       | Kath. Pfarrkirche St. Josef                              |                                       | II/P    | 42       | 1944 zerstört. → Orgel |
| 1926      | 595  | Stuttgart-Süd                     | Neuapostolische Kirche                                   |                                       | II/P    | 25       | stark umgebaut erhalten → Orgel |
| 1927      | 611  | Grumbach (Jöhstadt)               | Margarethenkirche                                        |                                       | II/P    | 12       | 1982 geringfügig umdisponiert; erhalten |
| 1927      | 612  | Frankfurt am Main                 | Sender Frankfurt, Rundfunkorgel                          |                                       | III/P   | 50       | erste Rundfunk-Orgel; 1928 erweitert als op. 626; unklar, vermutlich nicht erhalten |
| 1928      |      | Neubärental, Gem. Wurmberg        | Evang. Kirche                                            |                                       |         |          | [ 59 ] |
| 1929      | 632  | München                           | Rundfunkorgel, Sender München                            |                                       | III/P   | 50       | Zweite Rundfunk-Orgel; neobarocke Disposition |
| 1929      | 634  | Rommelsbach (Reutlingen)          | Martin-Luther-Kirche                                     |                                       | II/P    | 14       | erhalten; Membranenlade Typ Weigle → Orgel |
| 1929      |      | Kirchberg an der Jagst            | Stadtkirche                                              |                                       | II/P    | 25       | [ 60 ] |
| 1929      | 636  | Königswalde, Sachsen              | St. Trinitatiskirche                                     |                                       | II/P    | 14       | erhalten → Orgel |
| 1930      | 665  | Berlin                            | Haus des Rundfunks (Großer Sendesaal)                    |                                       | II/P    | 36       | Dritte Rundfunk-Orgel |
| 1930      | 660  | Botenheim (Brackenheim)           | Marienkirche                                             |                                       | II/P    | 9        | Taschenlade; erhalten; 2016 zum Verkauf angeboten |
| 1931      | 670  | Tübingen                          | Neue Aula der Universität Tübingen, Festsaal             |                                       | III/P   | 50 (56)  | seit 1972 stillgelegt; erhalten Restaurierung seit 2014 mit Spendenprojekt geplant, dieses jedoch vom Rektorat der Universität überraschend wieder gestoppt. → Orgel                      |
| 1932      | 675  | Tübingen                          | Neuapostolische Kirche                                   |                                       | II/P    | 14       | Nach 2001 ersetzt durch ein Instrument von Orgelbau Mühleisen unter Verwendung einzelner Teile der Weigle-Orgel                                                                           |
| 1932      | 693  | Ebingen                           | Friedenskirche                                           |                                       | II/P    | 17       | → Orgel |
| 1934      | 720  | Geislingen an der Steige          | Stadtkirche                                              |                                       | III/P   | 48       | Disposition mit neobarocken Tendenzen; 1976 durch Neubau von Kurt Oesterle ersetzt |
| 1935      | 723  | Wiesensteig                       | St. Cyriakus                                             |                                       | II/P    | 27       | Umbau op. 9 (II/22) → Orgel |
| 1935      | 728  | Esslingen am Neckar               |                                                          |                                       | II/P    | 2 (11)   | Multiplex, vermutlich Hausorgel für Walter Supper |
| 1936      | 735  | Neidenfels                        | Protestantische Kirche                                   |                                       | II/P    | 11       | erhalten → Orgel |
| 1936      | 750  | Frankfurt                         | Salonorgel/Hausorgel                                     |                                       | II/P    | 24       | um 1999 abgebaut Register Viola 8', Salicional 8', Spitzflöte 4'Quinte 2 2/3', Oboe 8' in einer Hausorgel verbaut.                                                                        |
| 1937      | 757  | Neidlingen                        | Evang. Kirche                                            |                                       | II/P    | 10       | erhalten → Orgel |
| 1937      | 760  | Gottmadingen                      | Lutherkirche                                             |                                       | II/P    | 11 (14)  | → Orgel |
| 1939      | 776  | Wiesloch                          | Evang. Stadtkirche                                       |                                       |         |          | 1985 ersetzt |
| 1939      | 800  | Leutkirch                         | Schloss Zeil, St. Maria                                  |                                       | III/P   | 28       | erhalten; mechanische Traktur; älteres Pfeifenmaterial wiederverwendet |
| 1941      | 812  | Esslingen am Neckar               | Frauenkirche                                             |                                       | I       | 4        | Positiv Serie Heinrich Schütz → Orgel |
| 1942      | 815  | Esslingen am Neckar               | Frauenkirche                                             |                                       | III/P   | 38       | Erweiterung von op. 51 (1862) um 13 Register einschl. Brüstungspositiv auf Schleifladen → Orgel → Orgel                                                                                   |
| 1948–1958 | 863  | Stuttgart                         | Johanneskirche                                           |                                       | III/P   | 58       | Umbau und Erweiterung der Orgel von 1876. 2005 renoviert durch Orgelbau Mühleisen |
| 1951      | 896  | Freudenstadt                      | Evang. Stadtkirche                                       |                                       | III/P   | 43       | 3 Transmissionen, 9 Register zum späteren Einbau vorgesehen. 1982 ersetzt durch ein neues Instrument von Reinhart Tzschöckel.                                                             |
| 1951      | 900  | Heilbronn                         | Nikolaikirche                                            |                                       | III/P   | 27       | → Orgel |
| 1951      | 902  | Kirchheim unter Teck              | Neuapostolische Kirche                                   |                                       | II/P    | 21       | → Orgel |
| 1952      | 906  | Stuttgart-Heslach                 | Matthäuskirche                                           |                                       | III/P   | 71       | als Teilausbau mit 24 Registern errichtet, 1967 erweitert, ab 1981 Erweiterungen durch Diethelm Berner → Orgel                                                                            |
| 1952      | 1000 | Mannheim                          | Konkordienkirche                                         | Konkordienkirche Mannheim (1952–1959) | IV/P    | 50 (52)  | in mehreren Bauabschnitten errichtete „Jubiläumsorgel“ → Orgel |
| 1953      | 935  | Deckenpfronn                      | Nikolauskirche                                           |                                       | II/P    | 14       | [ 73 ] |
| 1954      | 948  | Tailfingen                        | Erlöserkirche                                            |                                       | II/P    | 21       | → Orgel |
| 1956      | 980  | Weinsberg                         | Johanneskirche                                           |                                       | III/P   | 30       | 2005 durch Neubau unter Verwendung vorhandenen Materials ersetzt → Orgel |
| 1956      | 1010 | Stuttgart                         | Neue Liederhalle, Großer Saal                            |                                       | III/P   | 67       | erhalten; Konzeption von Helmut Bornefeld → Orgel |
| 1957      | 1001 | Münchingen-Kallenberg             | Emmaus-Kirche                                            |                                       | II/P    | 10       | [ 14 ] |
| 1958      | 1007 | Esslingen am Neckar-Oberesslingen | Ev. Martinskirche                                        |                                       | III/P   | 31       | Konzeption von Walter Supper; leicht verändert erhalten → Orgel |
| 1958      | 1044 | Esslingen am Neckar               | Hochschule für ev. Kirchenmusik                          |                                       | II/P    | 20       | geringfügig umdisponiert erhalten; 1989 in die Hochschule für Kirchenmusik Tübingen umgesetzt → Orgel                                                                                     |
| 1958      |      | Reutlingen                        | Nikolaikirche                                            |                                       | II/P    | 9        | → Orgel |

### 1959–1985 Fritz Weigle
| Jahr | Opus | Ort                           | Gebäude                                                                    | Bild                                       | Manuale | Register | Bemerkungen |
| ---- | ---- | ----------------------------- | -------------------------------------------------------------------------- | ------------------------------------------ | ------- | -------- | --- |
| 1959 |      | Langenrain                    | Evangelische Gnadenkirche in Allensbach; seit 1997 St. Josef in Langenrain |                                            |         |          | 2001 ersetzt durch Neubau von Mönch; Weigle-Orgel offenbar umgesetzt |
| 1959 | 1035 | Löwenstein                    | Stadtkirche                                                                |                                            | II/P    | 16       | [ 55 ] |
| 1959 | 1064 | Sindelfingen-Goldberg         | Evangelische Versöhnungskirche                                             |                                            | I/P     | 4,5      | Schütz-Positiv; erweitert durch Tilman Trefz |
| 1960 | 1026 | Stuttgart-Giebel              | Evangelische Stephanuskirche                                               |                                            | II/P    | 24       | [ 78 ] |
| 1960 | 1024 | Ulm                           | Evangelische Lukaskirche                                                   |                                            | II/P    | 24       | [ 79 ] |
| 1960 | 1038 | Darmstadt                     | Diakoniekirche (sog. Stiftskirche)                                         |                                            | II/P    | 22       | |
| 1960 | 1034 | Korntal                       | Brüdergemeinde                                                             |                                            | II/P    | 23       | → Orgel |
| 1960 | 1045 | Mötzingen                     | Mauritiuskirche                                                            |                                            | II/P    | 15       | [ 80 ] |
| 1960 | 1047 | Weinheim                      | Markuskirche                                                               |                                            | II/P    | 28       | → Orgel |
| 1961 | 1083 | Hamburg-Schnelsen             | Adventskirche                                                              |                                            | III/P   | 32       | → Orgel |
| 1961 | 1054 | Stuttgart                     | Hospitalkirche                                                             |                                            | III/P   | 40       | konzipiert von Helmut Bornefeld, später in mehreren Etappen erweitert → Orgel |
| 1961 | 1096 | Hamburg-Rahlstedt             | Thomaskirche                                                               | Orgel der Thomaskirche                     | II/P    | 18       | → Orgel |
| 1961 | 1062 | Sindelfingen                  | Martinskirche                                                              |                                            | III/P   | 39       | in mehreren Bauabschnitten; 2016 Reorganisation durch Mühleisen (Leonberg) → Orgel |
| 1961 | 1075 | Weinheim-Hohensachsen         | Evangelische Kirche                                                        |                                            | II/P    | 15       | 2007/08 Überholung durch Martin Vier → Orgel |
| 1962 | 1073 | Undingen                      | Nikolauskirche                                                             |                                            | II/P    | 22       | → Orgel |
| 1962 |      | Stuttgart-Bad Cannstatt       | Stephanuskirche                                                            |                                            | II/P    | 24       | → Orgel |
| 1963 |      | Badenweiler                   | Pauluskirche                                                               |                                            | III/P   | 39       | 1999 Überholung und Umdisponierung → Orgel |
| 1963 | 1093 | Berlin-Steglitz               | Markuskirche                                                               |                                            | III/P   | 37       | → Orgel |
| 1963 | 1111 | Tailfingen                    | Peterskirche                                                               |                                            | II/P    | 27       | → Orgel |
| 1964 | 1105 | Schwabach                     | Stadtkirche                                                                |                                            | III/P   | 51       | umfassend restauriert 2002 → Orgel |
| 1964 | 1109 | Stuttgart                     | St. Nikolaus Kirche                                                        |                                            | III/P   | 42       | [ 88 ] |
| 1964 | 1101 | Dornstetten                   | Martinskirche                                                              |                                            | II/P    | 24       | [ 89 ] |
| 1964 | 1123 | Altingen                      | Evangelische Kirche                                                        |                                            | II/P    | 14       | [ 90 ] |
| 1964 | 1125 | Schwäbisch Hall               | Auferstehungskirche                                                        |                                            | II/P    | 21       | → Orgel |
| 1965 | 1139 | Tübingen                      | Stiftskirche (Tübingen)                                                    |                                            | III/P   | 63       | 2001 durch Rensch umdisponiert und erweitert → Orgel |
| 1965 | 1225 | Brauneberg                    | Simultankirche (Brauneberg)                                                |                                            | I       | 4        | Orgel im evangelischen Teil der Simultankirche → Orgel |
| 1966 | 1120 | Oststeinbek                   | Auferstehungskirche                                                        |                                            | II/P    | 15       | |
| 1966 | 1132 | Esslingen am Neckar           | Evangelisch-methodistische Friedenskirche                                  |                                            | II/P    | 12       | [ 91 ] |
| 1967 | 1144 | Ravensburg                    | Evangelische Stadtkirche                                                   |                                            | III/P   | 51       | → Orgel |
| 1967 | 1172 | Stuttgart-Heslach             | Matthäuskirche                                                             |                                            | III/P   | 48       | → Orgel |
| 1968 | 1183 | Renningen                     | Petruskirche                                                               |                                            |         |          | [ 92 ] |
| 1968 | 1177 | St. Georgen im Schwarzwald    | Lorenzkirche                                                               | Orgel der Lorenzkirche St. Georgen         | III/P   | 47       | 2020–22 überholt und umdisponiert durch Mühleisen → Orgel |
| 1968 | 1180 | Wendlingen am Neckar          | ehem. Johanneskirche (1963–2020)                                           |                                            | II/P    | 17       | nach Abriss der Kirche 2023 umgesetzt in die Kirche der Theodor-Schneller-Schule in Russeifa (Jordanien) → Orgel                                                                                  |
| 1968 |      | Hausen ob Verena              | Stephanuskirche                                                            |                                            | II/P    |          | Orgelprospekt von Walter Supper |
| 1969 | 1206 | Ravensburg                    | Evang. Johanneskirche                                                      | Orgel der Johanneskirche Ravensburg        | II/P    | 17       | |
| 1969 | 1202 | Nagold                        | Stadtkirche                                                                |                                            | I/P     | 6        | Chororgel |
| 1970 | 1213 | Friedrichshafen               | Schlosskirche                                                              |                                            | III/P   | 41       | 1988 erweitert; seit 2021 umgebaut und erweitert durch Thomas Gaida → Orgel |
| 1970 | 1217 | Flacht                        | St. Laurentius                                                             |                                            | II/P    | 13       | [ 94 ] |
| 1970 | 1219 | Mannheim                      | Jakobuskirche                                                              | Jakobuskirche Mannheim (1970)              | II/P    | 24       | |
| 1970 | 1220 | Merzhausen                    | Johanneskirche                                                             |                                            | II/P    | 15       | [ 95 ] |
| 1971 | 1222 | Ginnheim (Frankfurt am Main)  | Bethlehemkirche                                                            |                                            | II/P    | 27       | [ 96 ] |
| 1971 | 1226 | Nagold                        | Stadtkirche                                                                |                                            | IV/P    | 46       | Hauptorgel; 2012 Umbau/Erweiterung durch Tilman Trefz → Orgel |
| 1971 | 1227 | Waiblingen                    | Michaelskirche                                                             |                                            | III/P   | 51       | 2009 leicht umdisponiert → Orgel |
| 1971 | 1232 | Wittlingen                    | St. Michael                                                                |                                            | II/P    | 10       | → Orgel |
| 1971 | 1245 | Wangen im Allgäu              | Evangelische Stadtkirche                                                   | Evangelische Stadtkirche Wangen (1971)     | II/P    | 14       | im historischen Gehäuse → Orgel |
| 1972 | 1260 | Ilvesheim (bei Mannheim)      | Evangelische Kirche                                                        |                                            | II/P    | 25       | → Orgel |
| 1972 | 1257 | Sachsen bei Ansbach           | St. Alban                                                                  |                                            | II/P    | 12       | [ 100 ] |
| 1972 | 1247 | Ilsfeld                       | Bartholomäuskirche                                                         |                                            | II/P    | 27       | [ 101 ] |
| 1972 | 1276 | Mönchberg                     | Michaelskirche                                                             |                                            |         |          | [ 102 ] |
| 1972 | 1256 | Karlsruhe-Waldstadt           | St. Hedwig                                                                 |                                            | II/P    | 22       | → Orgel |
| 1973 | 1264 | Balingen                      | Stadtkirche                                                                |                                            | IV/P    | 52/54    | Prospekt aus dem Jahr 1767; Erweiterung im Sommer 2014 um zwei Register → Orgel |
| 1974 | 1272 | Esslingen                     | Pädagogische Hochschule                                                    |                                            | III/P   | 38       | 2009 abgebaut, 2013 durch Matz & Luge erweitert und umgebaut in Heilig Kreuz Bietigheim aufgestellt → Orgel                                                                                       |
| 1974 | 1287 | Gomaringen                    | Evangelische Kirche                                                        |                                            | II/P    | 22       | → Orgel |
| 1975 | 1223 | Berlin-Westend                | Epiphanienkirche                                                           |                                            | III/P   | 45       | in zwei Bauabschnitten 1975 und 1995 (Mitteldeutscher Orgelbau A. Voigt) errichtet. → Orgel |
| 1975 | 1288 | Hambach (Neustadt-Weinstraße) | Pauluskirche                                                               |                                            | II/P    | 20       | → Orgel |
| 1975 | 1296 | Waldkirch                     | Evangelische Kirche                                                        |                                            | II/P    | 18       | → Orgel |
| 1975 | 1297 | Bad Teinach                   | Dreifaltigkeitskirche                                                      |                                            |         |          | [ 106 ] |
| 1975 | 1292 | Limburg an der Lahn           | Evangelische Kirche                                                        |                                            | III/P   | 30       | renoviert 2013 → Orgel |
| 1976 | 1307 | Stuttgart-Weilimdorf          | Wolfbuschkirche                                                            |                                            | II/P    | 16       | überholt 1996 → Orgel |
| 1977 | 1314 | Hechingen                     | Johanneskirche                                                             |                                            | II/P    | 18       | [ 108 ] |
| 1977 | 1317 | Schriesheim                   | Evangelische Stadtkirche                                                   |                                            | II/P    | 27       | → Orgel |
| 1977 | 1315 | Krempe                        | Ev.-luth. Kirche St. Peter                                                 |                                            | II/P    | 16       | → Orgel |
| 1978 | 1316 | Meersburg                     | Evang. Schlosskirche (Meersburg) im Ostflügel des Neuen Schlosses          |                                            | II/P    | 16       | → Orgel |
| 1979 | 1331 | Metzingen                     | Martinskirche                                                              |                                            | III/P   | 48       | → Orgel |
| 1980 |      | Ludwigshafen am Rhein         | Melanchthonkirche                                                          |                                            | II/P    | 22       | |
| 1981 | 1349 | Ansbach                       | Heilig-Kreuz-Kirche                                                        |                                            | II/P    | 15       | → Orgel |
| 1981 | 1347 | Katerini, Griechenland        | Evangelische Kirche                                                        |                                            | II/P    | 22       | |
| 1981 | 1346 | Neuerburg                     | Kath. Pfarrkirche St. Nikolaus                                             |                                            | II/P    | 26       | → Orgel |
| 1981 | 1353 | Weingarten (Württemberg)      | Evangelische Stadtkirche                                                   | Evangelische Stadtkirche Weingarten (1981) | II/P    | 25       | → Orgel |
| 1982 | 1361 | Ulm                           | Methodistische Erlöserkirche                                               |                                            | II/P    | 16       | [ 110 ] |
| 1983 | 1369 | Mosbach                       | Evangelische Stiftskirche                                                  |                                            | III/P   | 43       | → Orgel |
| 1983 | 1367 | Oberhausen-Alsfeld            | Katholische St. Pius Kirche                                                |                                            | III/P   | 30       | Teilbau. → Orgel Im Jahr 2008 durch die Firma Orgelbau Kreienbrink leicht verändert und in das neu gestaltete Auditorium des Conservatorio di Musica Arrigo Boito im italienischen Parma versetzt |
| 1983 | 1366 | Würzburg                      | St. Stephan                                                                |                                            | III/P   | 35       | Teilbau → Orgel |
| 1985 | 1379 | Ulm-Böfingen                  | Kath. Pfarrkirche Guter Hirte                                              |                                            | II/P    | 26       | [ 114 ] |
| 1985 | 1372 | Echterdingen                  | Stephanuskirche                                                            |                                            | III/P   | 46       | letztes großes Werk → Orgel |
| 1985 | 1381 | Rutesheim-Silberberg          | Evangelische Kirche                                                        |                                            | II/P    | 18       | |
| 1985 | 1380 | Oberwerrn                     | St. Bartholomäus                                                           |                                            | II/P    | 27       | |

### 1986–2019 Joachim Weigle
| Jahr | Opus | Ort                       | Gebäude                   | Bild | Manuale | Register | Bemerkungen |
| ---- | ---- | ------------------------- | ------------------------- | ---- | ------- | -------- | --- |
| 1987 |      | Garmisch-Partenkirchen    | Freie Ev. Gemeinde        |      | I       | 8        | |
| 1988 |      | Ammeldingen bei Neuerburg | St. Isidor                |      | II/P    | 19       | → Orgel |
| 1993 |      | Elsheim                   | Evang. Pauluskirche       |      | I       | 14       | Orgelneubau unter Verwendung der barocken Gehäusefront. Disposition: Principal 4′ (B/D), Holzgedackt 8′ (B/D), Quintadena 8′ (B), Suavial 8′ (D), Rohrflöte 4′ (B/D), Quinte 2 ⁄3′ (B/D), Octav 2′, Mixtur III 1′, Cromorne 8′ (B/D), Pedal: Subbass 16′, Octavbass 8′, Trompete 8′            |
| 1995 |      | Uffenheim                 | Ev.-Luth. Kirche          |      | I       | 5        | |
| 1997 |      | Essenheim                 | Evang. Kirche             |      | II/P    | 22       | Orgelneubau unter Verwendung der vorhandenen Gehäusefront. 1996 zunächst Schwellwerk und Pedal aufgestellt, 1997 Aufbau des Hauptwerksgehäuses. Einweihung am 13. Juli 1997. Hauptwerk 9 Register, Schwellwerk 8 Register, Pedal 3 Register zuzüglich 2 Extensionen aus Subbass und Octavbass. |
| 1998 |      | Reutlingen-Sondelfingen   | Neuapostolische Kirche    |      | I       | 10       | → Orgel |
| 2000 |      | Wiesbaden-Auringen        | Pfarrkirche St. Elisabeth |      | II      | 15       | [ 120 ] |
| 2005 |      | Waltenhofen               | Kulturzentrum Via Nova    |      | II      | 13       | |
| 2007 |      | Stuttgart Neuwirtshaus    | Neuapostolische Kirche    |      | I       | 6        | |
| 2008 |      | St. Johann (Württemberg)  | Privathaus                |      | I       | 4        | |